# Свешино (гміна)
Гміна Свешино (пол. Gmina Świeszyno) — сільська гміна у північно-західній Польщі. Належить до Кошалінського повіту Західнопоморського воєводства.
Станом на 31 грудня 2011 у гміні проживало 6518 осіб.

## Територія
Згідно з даними за 2007 рік площа гміни становила 132.59 км², у тому числі:
- орні землі: 55.00%
- ліси: 34.00%

Таким чином, площа гміни становить 7.94% площі повіту.

## Населення
Станом на 31 грудня 2011:
| Опис     | Загалом | Загалом | Чоловіки | Чоловіки | Жінки | Жінки |
| -------- | ------- | ------- | -------- | -------- | ----- | ----- |
| одиниця  | осіб    | %       | осіб     | %        | осіб  | %     |
| все      | 6518    | 100     | 3226     | 49.49    | 3292  | 50.51 |
| міське   | 0       | 100     | 0        |          | 0     |       |
| сільське | 6518    | 100     | 3226     | 49.49    | 3292  | 50.51 |

## Сусідні гміни
Гміна Свешино межує з такими гмінами: Бесекеж, Білоґард, Боболіце, Маново, Тихово.